# Особняк Кузнецова (Кунгур)
Особняк купца Григория Кирилловича Кузнецова в Кунгуре находится на улице Карла Маркса, 27. Является памятником градостроительства и архитектуры регионального значения.

## История

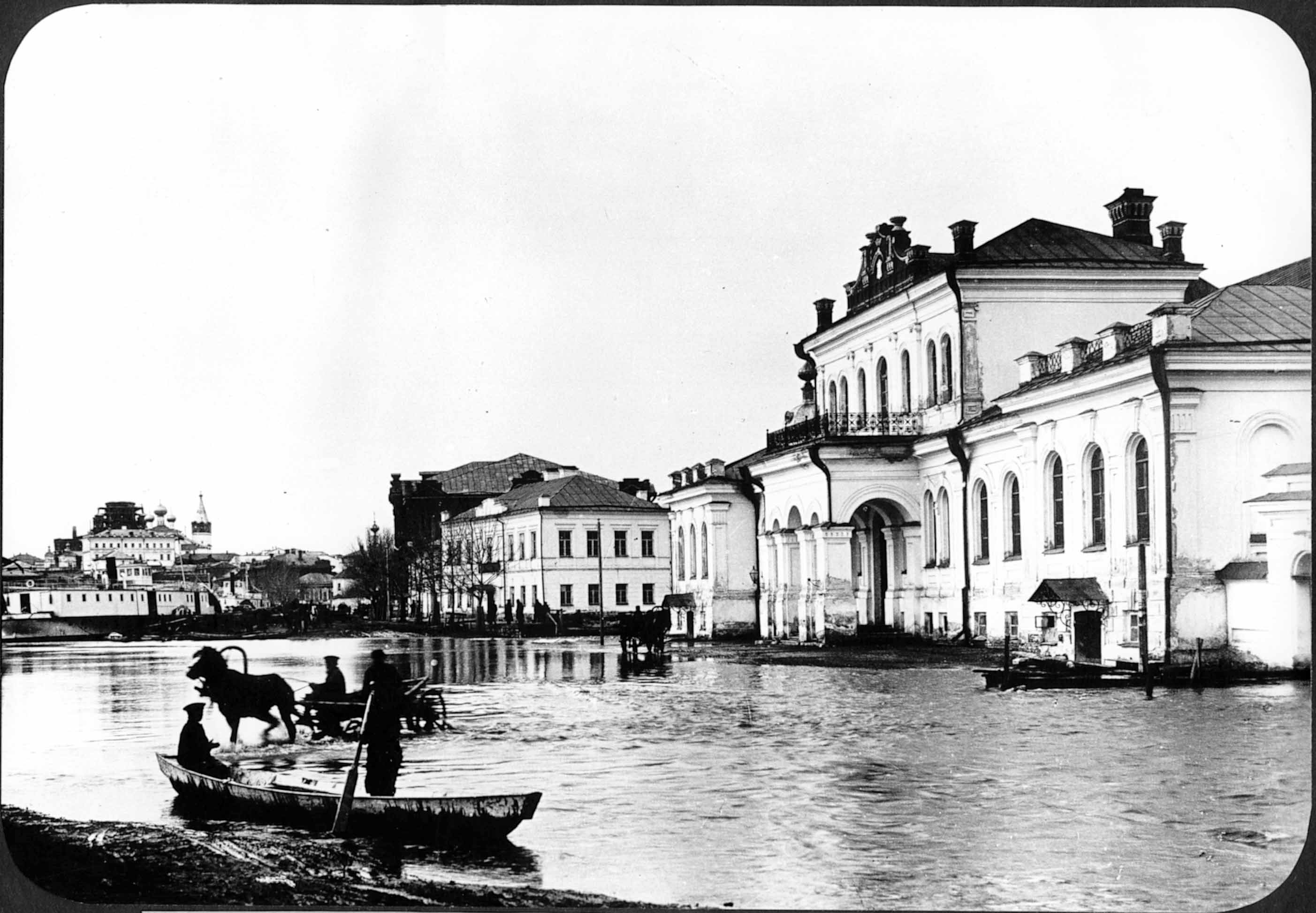
Наводнение в Кунгуре. Особняк Кузнецова в начале XX в.

В первой четверти XIX в. на берегу Сылвы между улицами Успенской, Хлебниковской, Андреевской и Киттарской (ныне — улица Карла Маркса) располагался участок земли, принадлежавший купцу-кожевнику Егору Павловичу Кузнецову. Его внуком был кунгурский купец первой гильдии, Почётный гражданин Кунгура, общественный деятель и благотворитель Григорий Кириллович Кузнецов. Г. К. Кузнецов унаследовал этот участок и возвёл здесь одноэтажный каменный дом с мезонином в стиле классицизма.

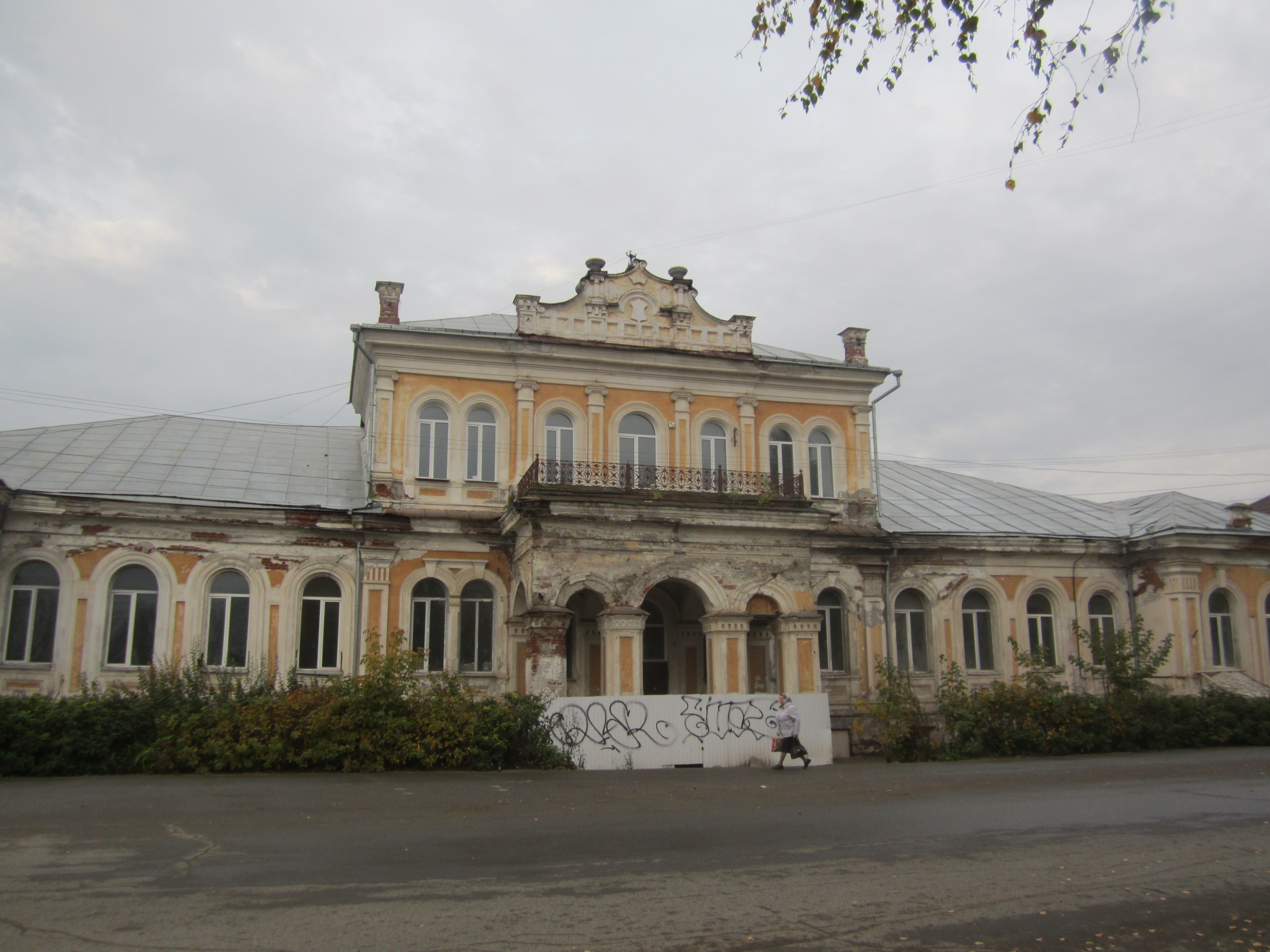
Здание в 2015 году, до ремонта

В период 1863—1870 гг. пермским архитектором Николаем Черницким для Г. К. Кузнецова на месте старого особняка был построен большой двухэтажный дом с мезонином. Особняк имел несколько входов, а парадный вход для хозяев и их гостей был выполнен в виде портика, завершавшегося балконом. На фронтоне было закреплено изображение геральдического щита с короной — герба купеческого рода Кузнецовых. Интерьер дома украшали картины и мраморные скульптуры, в мезонине находился зимний сад, в особняке хранилась коллекция старинного оружия, которую собирал хозяин дома.
До Октябрьской Революции особняк был самым дорогим зданием в Кунгуре, и его даже называли «Кузнецовским дворцом». В 1913 году здание оценили в 25 000 рублей. В 1873 г. здесь был дан обед в честь Великого князя Алексея Александровича, который посетил Кунгур во время кругосветного путешествия.
Некоторое время в особняке располагались Федеральная служба безопасности и другие государственные учреждения. По состоянию на 2019 год, здание подверглось реновации и ныне используется под торговый центр с магазинами одежды и обуви.